# Wiera Pirożkowa
Wiera Aleksandrowna Pirożkowa, ros. Вера Александровна Пирожкова (ur. w 1921 r. w Pskowie) – emigracyjna rosyjska redaktorka, wykładowczyni akademicka, kolaborantka podczas II wojny światowej.
W 1938 r. ukończyła szkołę średnią w Pskowie, po czym rozpoczęła studia matematyczne na uniwersytecie w Leningradzie. Podczas okupacji niemieckiej przebywała w Rydze, gdzie od jesieni 1943 r. wchodziła w skład redakcji kolaboracyjnego pisma „Za rodinu”. Latem 1944 r. ewakuowała się do III Rzeszy. Po zakończeniu wojny wstąpiła na wydział filozoficzny uniwersytetu w Monachium. Po ukończeniu studiów wykładała na uniwersytecie w Marburgu. Zaangażowała się w wydanie encyklopedii filozofii. W 1970 r. otrzymała tytuł doktora. Następnie zaczęła wykładać na uniwersytecie monachijskim, na którym została profesorem. W latach 1976–1988 wydawała pismo „Gołos zarubieżja”. Od 1993 r. prowadziła wykłady na uniwersytecie w Moskwie, zaś od 1994 r. uniwersytecie w Sankt Petersburgu, gdzie przeniosła się rok później. Napisała książkę pt. „Potieriannoje pokolenije”. Ponadto prowadziła audycję w „Radio Marija”.